# Fengkai
Fengkai är ett härad i staden Zhaoqing på prefekturnivå i provinsen Guangdong i sydöstra Kina.
Fengkai är indelat i ett stadsdelsdistrikt och 15 köpingar.
Stadsdelsdistrikt (jiedao):

- Jiangkou (江口街道)

Köpingar (zhen):

- Baigou (白垢镇)
- Chang'an (长安镇)
- Changgang (长岗镇)
- Dayukou (大玉口镇)
- Dazhou (大洲镇)
- Duping (都平镇)
- He'erkou (河儿口镇)
- Jiangchuan (江川镇)
- Jinzhuang (金装镇)
- Liandu (连都镇)
- Luodong (罗董镇)
- Nanfeng (南丰镇)
- Pingfeng (平凤镇)
- Xinghua (杏花镇)
- Yulao (渔涝镇)